# 阿吉亚阔甫
阿吉亚阔甫（20世纪？—2001年）维吾尔族，籍贯不详，新疆大学教师。

## 生平
阿吉亚阔甫曾被逮捕入狱，后来被释放。1980年“落实政策”时，阿吉亚阔甫被安排到新疆大学中语系当教师。到新疆大学不久，阿吉亚阔甫便在新疆大学小礼堂连续作三场“学术报告”，内容包括“维吾尔从来就是有自己的祖国的”、“新疆自古是独立的”等等。此后，阿吉亚阔甫为收集历史资料，到南疆各地，广泛接触了一些老的民族分裂分子，先后在喀什、阿克苏作“学术报告”，内容包括“新疆自古以来就是一个独立的国家，维吾尔人在历史上就有自己独立的祖国”，“长城以外从来就是独立的地方”，“维吾尔人要敢于正视自己的历史，要起来书写自己的历史……”等等。
在阿吉亚阔甫的影响下，1980年5月、6月间，新疆大学历史系两名高年级少数民族班学生私自刻印了穆罕默德·伊敏的《东突厥斯坦历史》。有的新疆大学毕业生工作之后，成为中学教师，在中学课堂上公开宣讲该书。
2001年，阿吉亚阔甫逝世。